# کارلوس توس
کارلوس آلبرتو مارتینس تِوِس (اسپانیایی: Carlos Alberto Martínez Tevez‎؛ زادهٔ ۵ فوریهٔ ۱۹۸۴) بازیکن فوتبال پیشین اهل آرژانتین است. کارلوس توس برای تیم ملی کشورش آرژانتین هم در جام جهانی و هم در کوپا آمریکا گلزنی نیز کرده‌است.
کارلوس توس در تاریخ ۴ ژوئن ۲۰۲۲ از دنیای فوتبال خداحافظی کرد.

## افتخارات

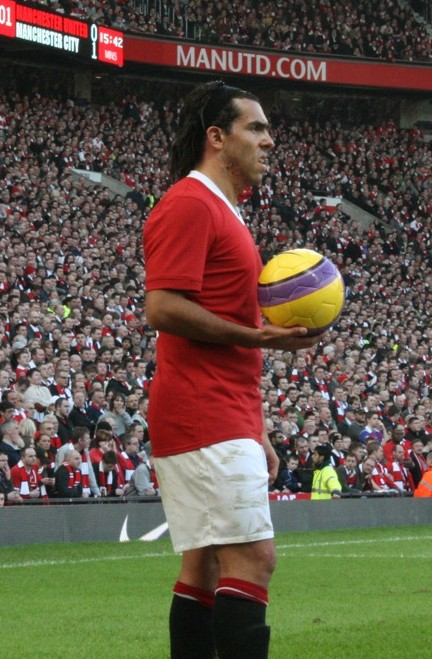
توس در منچستر یونایتد

### باشگاهی
بوکا جونیورز
- لیگ برتر فوتبال آرژانتین: اپرتورا ۲۰۰۳، ۲۰۱۵، ۲۰۱۸، ۲۰۲۰
- جام لیبرتادورس: ۲۰۰۳
- جام سودامریکانا: ۲۰۰۴
- جام بین قاره‌ای: ۲۰۰۳
- جام حذفی فوتبال آرژانتین: ۱۵–۲۰۱۴

کورینتیانس
- مسابقه قهرمانی سری آ برزیل: ۲۰۰۵

منچستر یونایتد
- لیگ برتر فوتبال انگلستان: ۰۸–۲۰۰۷، ۰۹–۲۰۰۸
- جام اتحادیه باشگاه‌های انگلستان: ۰۹–۲۰۰۸
- جام خیریه انگلستان: ۲۰۰۸
- لیگ قهرمانان اروپا: ۰۸–۲۰۰۷
- جام باشگاه‌های فوتبال جهان: ۲۰۰۸

منچستر سیتی
- لیگ برتر فوتبال انگلستان: ۱۲–۲۰۱۱
- جام حذفی فوتبال انگلستان: ۱۱–۲۰۱۰
- جام خیریه انگلستان: ۲۰۱۲

یوونتوس
- سری آ: ۱۴–۲۰۱۳، ۱۵–۲۰۱۴
- سوپرجام فوتبال ایتالیا: ۲۰۱۳
- جام حذفی فوتبال ایتالیا: ۱۵–۲۰۱۴

### بین‌المللی
- المپیک ۲۰۰۴: مدال طلا
- قهرمانی جوانان آمریکای جنوبی: ۲۰۰۳

### فردی
- باارزش‌ترین بازیکن لیبرتادورس: ۲۰۰۳
- بازیکن سال آرژانتین: ۲۰۰۳، ۲۰۰۴
- ورزشکار سال آرژانتین: ۲۰۰۴
- کفش طلای المپیک: ۲۰۰۴
- بهترین بازیکن دسته اول فوتبال برزیل: ۲۰۰۵
- بازیکن فوتبال سال آمریکای جنوبی: ۲۰۰۳، ۲۰۰۴، ۲۰۰۵
- بازیکن ماه لیگ برتر: دسامبر ۲۰۰۹[۲]
- بازیکن سال باشگاه منچستر سیتی: ۱۰–۲۰۰۹